# Nižné Ružbachy
Nižné Ružbachy (allemand : Unterrauschenbach ) est un village de Slovaquie situé dans la région de Prešov.

## Histoire
Première mention écrite du village en 1287.

## Démographie

### Évolution de la population
| Année:               | 1994. | 2004.   | 2014.   | 2024.   |
| -------------------- | ----- | ------- | ------- | ------- |
| Nombre de personnes: | 649   | 639     | 634     | 622     |
| Différence:          |       | -1,54 % | -0,78 % | -1,89 % |

| Année:               | 2023. | 2024.   |
| -------------------- | ----- | ------- |
| Nombre de personnes: | 620   | 622     |
| Différence:          |       | +0,32 % |